# Латвійські національні партизани
Латвійські національні партизани — латвійські підпільні загони, які після Другої світової війни вели партизанську війну проти радянської влади. Такі загони мали назву «лісові брати» (латис. meža brāļi), оскільки переховувались, як правило, у лісах.

## Передумови виникнення

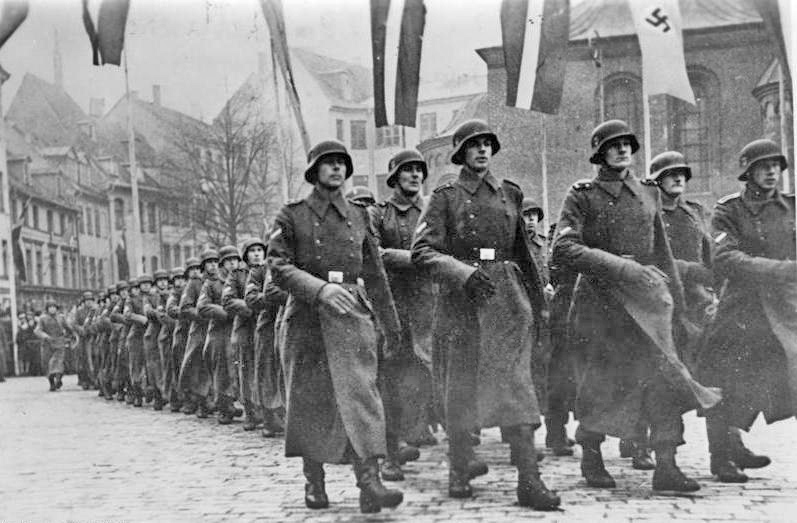
Марш Латвійського Легіону у День незалежності Латвії (1943)

Латвія виборола свою незалежність 1918 року після розпаду Російської імперії. Тоді ідею самостійності підтримала велика кількість людей, наслідком чого стало друге в історії (після Латгалії) створення незалежної латвійської держави. Підписані союзниками декларації, такі як Атлантична хартія (1941), гарантували відновлення самостійної Латвії після закінчення війни. Вже маючи досвід життя в окупації Радянським Союзом і Третім Рейхом, місцеві жителі не хотіли знову потрапити під окупацію.
Підготовка до партизанських дій у Курляндії почалась ще під час німецької окупації, але тодішні лідери національно-визвольного руху були заарештовані нацистською владою. Постійні військові підрозділи почали формуватися в останні місяці війни. Їх ряди поповнювались, насамперед, за рахунок солдатів Латиського добровольчого легіону, а також цивільних осіб.
Після того як група армій «Курляндія» потрапила у котел, останні німецькі війська оборонялись аж до підписання Акту про капітуляцію. У травні 1945 року близько 4000 солдатів Латвійського Легіону втекли до лісів. Тоді велика кількість литовських, латвійських та естонських солдатів і деяка частина німців ухилилися від захоплення і почали боротися (під назвою лісові брати) у сільській місцевості протягом багатьох років після війни. Інші, такі як Альфонс Ребане і Альфредс Рієкстіньш, втекли до Великої Британії й Швеції і брали участь в розвідувальних операціях союзників, тим самим допомагаючи партизанам.
Кількість учасників руху опору збільшилось також через намагання ввести військову повинність відразу після війни. Широко розповсюджене переслідування сімей призовників підштовхнуло юнаків ухилятися від військового обов'язку і приєднатися до партизанів. Також мало місце і дезертирство, дезертири часто втікали озброєними.

## Партизанська війна

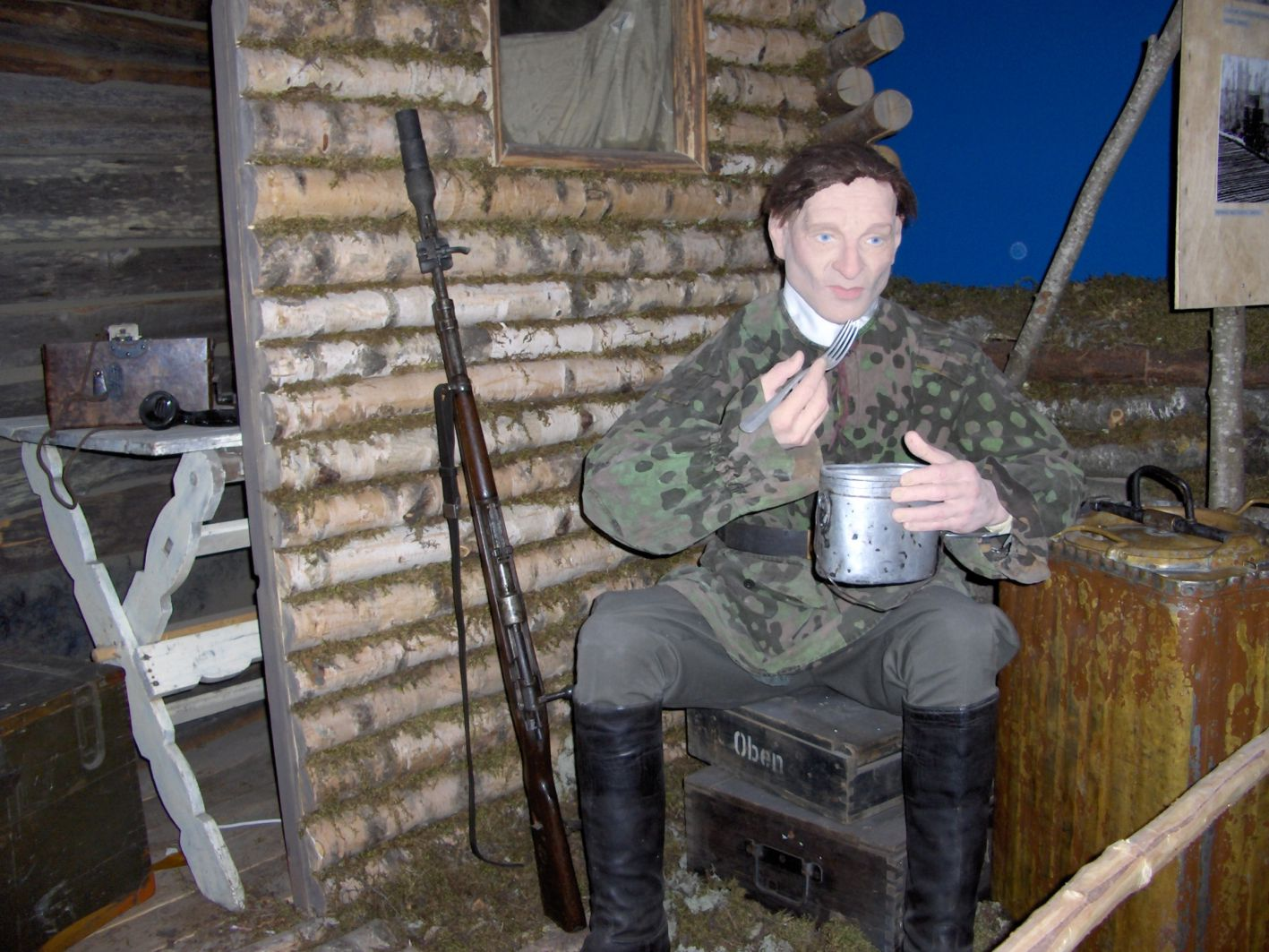
Манекен латвійського національного партизана у Латвійському військовому музеї (2006)

### Зв'язки з іноземними спецслужбами
Країни Заходу, здебільшого, не надавали значної підтримки латвійським партизанам. Більшість агентів (близько 25), відправлених МІ6, ЦРУ та шведськими спецслужбами упродовж 1945—1954 років, були заарештовані КДБ та не змогли контактувати з партизанами. І так слабка підтримка значно зменшилася після невдалої операції «Джунглі», внаслідок якої МІ-6 серйозно скомпрометували через діяльність радянських шпигунів (Кім Філбі та інші), які надавали радянському уряду інформацію, що стосувалася також і латвійських партизанів. Ця інформація допомогла КДБ розірвати усі контакти західних спецслужб та повстанців.

### Військова діяльність
Конфлікт між радянськими збройними силами і латвійським національними партизанами тривав понад 10 років і забрав не менш 1 тисячі життів. Однак, такі висновки не є остаточними, позаяк точна кількість загиблих не встановлена. За оцінками Ромуальда Місіунаса та Рейна Таагепера, у конфлікті загинуло близько 10-15 тис. людей.
За періоду найсильнішого опору кількість партизан досягала 15 000 бійців, у той час як загальна кількість учасників опору у Латвії досягала 40 000. Андрейс Плаканс у своїй книзі The Latvians: A Short History (Латиші. Коротка історія) доводить, що упродовж 1945—1955 років проти радянської влади боролися 12 000 людей, згуртовані у 700 загонів, хоча поки що остаточне число партизан досі невідоме. Партизанськими організаціями, які намагалися об'єднати та координувати сили опору, були Латвійська національна партизанська асоціація у Відземе і Латгалії, Північнокурляндська партизанська організація, Латвійська національна партизанська організація у Курляндії (латис. Latvijas Nacionālo partizānu organizācija), Асоціація латвійських захисників вітчизни у Латгалії та «Соколи Вітчизни» у Південній Курляндії. До 1947 року на вул. Матіса у Ризі розташовувалося Центральне командування латвійських партизанських організацій.
Партизани провели близько 3000 рейдів, у ході яких руйнувалися владні будівлі, склади з боєприпасами, а також здійснювалася ліквідація радянських військових та партійних кадрів (особливо у сільській місцевості). Радянська влада офіційно повідомила, що протягом збройного конфлікту з партизанами були вбиті 1562 осіб з особового складу Червоної армії та НКВС, а 560 — поранені.
Латвійські національні партизани діяли найактивніше у прикордонних районах, мешкали, здебільшого, у лісах, у спеціальних бункерах чи наметових таборах (аналоги українських повстанських криївок). У лісах партизани ховали землянки, зброю, друкарські машини для видання листівок і підпільних газет, однією з найвідоміших таких газет є «Срібне сонце» (латис. Sudrabotā saule). Часто такі бункери розташовувалися біля хуторів. Партизани в основному носили форму латвійської армії, вермахту та військ СС. Але через деякий час вони почали поєднувати її з різними елементами цивільного одягу. Озброєння партизанів буле переважно німецьким. Загони і групи мали власний радіозв'язок, систему шифрів та кодів. До територій, де вони діяли найактивніше, відносилися Абренський повіт, Ілуксте, Дундага, Лубана, Алоя, Смілтене, Рауна та Лівани. На півночі Латвії вони мали міцні зв'язки з естонськими лісними братами. Також латвійські національні партизани заходили у прикордонні райони Псковської області, де нападали на сільради і відділення міліції. За 1944-1945 роки військами НКВС були розбиті 9 загонів партизанів. При цьому було вбито 16 людей, захоплено у полон 68 людей, а 31 — здалися.

### Послаблення партизанського руху
Щоб знищити основні бази підтримки партизанського руху, радянська влада у березні 1949 року депортувала близько 90 000 литовців, латишів та естонців у віддалені регіони СРСР. Ця депортація отримала кодову назву — операція «Прибій». Вже на початку 1950-х років рух опору був майже викорінений.
Антирадянська партизанська війна у Латвії продовжувалася до 1956 року і прийняла форму громадянського конфлікту. На стороні сил держбезпеки СРСР виступали латвійські винищувальні батальйони. За цей час через загони латвійських національних партизанів пройшло близько 20 000 осіб. У більш ніж 3000 боях у загальній кількості загинули 2442 партизанів, 7342 — були полонені, а 4293 — з'явилися з повинною. За межі Латвійської РСР на поселення до Сибіру і в райони Крайньої Півночі Росії було вислано 57 000 осіб.